# Срђан Будисављевић
Срђан Будисављевић (Славонска Пожега, 8. децембар 1884 — Загреб, 20. фебруар 1968) био је српски и југословенски адвокат и политичар из Хрватске.
Будисављевић се показао као политичар идеалиста и својим акцијама као југословенски патриота. Иако је на положајима био у веома трусно време, никада није показао идеолошку обојеност и партијску или националну острашћеност. Будисављевић је остао моралан и частан човек и патриота. Био је поштован до те мере да ни под комунистичком влашћу није трпео никакве репресалије. Потиче из угледне фамилије Срба из Лике Будисављевић.

## Биографија
Од 1906. године заступник је Хрватско-српске коалиције у Хрватском сабору. Један од бранилаца у загребачком Велеиздајнички процесу 1909. године на којем је требало да буде један од оптужених, али га је сачувао посланички имунитет. Током Првог светског рата био је хапшен неколико пута.
Књига „Говор Дра Срђана Будисављевића народног заступника котара брлошког“, од 14. марта 1911. на XXII седници сабора краљевина Хрватске, Славоније и Далмације, раскринкава улогу Ђорђа Настића у Велеиздајничком процесу против Срба. Настић је био плаћеник аустријске политике на Балкану, а плаћао га је шеф загребачке полиције Спорчић.
Касније иступа из Коалиције због њене нагодбењачке политике. Од почетка 1918. године учествује у акцији политичког окупљања (тзв. „националне концентрације“) странака и група из Хрватске, Словеније и Босне и Херцеговине, које подржавају стварање југословенске државне заједнице. Покреће лист Глас Словенаца, Хрвата и Срба који излази од 1. јануара 1918. године.
У октобру 1918. године учествује у оснивању Народног вијећа Словенаца, Хрвата и Срба и бива изабран за његовог секретара.
Био је посланик Демократске странке из Загреба у Уставотворној скупштини Краљевине СХС.
Након смрти Светозара Прибићевића 1936. године председник је Самосталне демократске странке и један од првака Сељачко-демократске коалиције. Након потписивања Споразума Цветковић-Мачек 1939. године постаје министар социјалне политике у влади Краљевине Југославије.
На вест да Југославија приступа Тројном пакту, поднео је 24. марта 1941. године оставку у влади, заједно са министрима Бранком Чубриловићем и Михаилом Константиновићем. Три дана касније, након војног удара генерала Душана Симовића, прихвата место министра унутрашњих послова у Симовићевој влади. Један од послова које је у том својству обавио било је уништавање картотеке чланова Комунистичке партије, да не падне у руке нацистима.
Након напада сила Осовине на Југославију у априлу 1941. године заједно са већином осталих чланова владе 15. априла авионом из Никшића одлази у емиграцију. Остаје члан емигрантских влада све до јуна 1944. године, када краљ Петар II након снажног притиска Савезника распушта владу и за њеног председника, са мандатом да у договору са председником Националног комитета ослобођења Југославије Јосипом Брозом Титом именује нову. Будисављевић је на Шубашићев упит одговорио да му даје моралну подршку, али да не верује у успех његовог подухвата и неће ући у његову владу.
У јануару 1945. у преговорима између председника краљевске владе Ивана Шубашића и председника Националног комитета ослобођења Југославије (НКОЈ) Јосипа Броза Тита постигнут је споразум да се именује трочлано Намесничко веће (један Србин, један Хрват - Анте Мандић и један Словенац - Душан Сернец) које ће заступати краља Петра II за његове одсутности из земље, тј. до одлука о унутрашњем уређењу државе које ће донети Уставотворна скупштина. Након дуготрајног притиска од странке Британаца и Американаца да прихвати свршени чин или ће све одлучити и без њега, Петар је 2. март 1945. именовао намесничко веће, у којем је био и Будисављевић.
Намесници су одмах отпутовали у Београд где су 5. марта Шубашић и НКОЈ предали оставке, а намесници су истог поподнева мандат за састав нове владе поверили Титу. Привремена влада ДФЈ је 7. марта положила заклетву пред Намесништво. У име Будисављевићеве СДС у владу је ушао Сава Косановић.
Пошто је 7. августа 1945. године у Београду отпочело Треће заседање АВНОЈ-а, краљ Петар II је одлучио да прогласом од 8. августа опозове сву тројицу краљевских намесника. Међутим, намесници се нису повиновали опозиву, а Привремена влада је закључком од 10. августа и формално анулирала краљеву одлуку.
Намесништво је наставило да постоји као формални чувар краљевих овлашћења, али без реалног утицаја. Будисављевић се, као ни други чланови намесништва, није уплитао у политичка збивања, нити покушавао. Намесништво престаје да постоји одлуком Уставотворне скупштине 29. новембра 1945. године о укидању монархије.
Будисављевић је написао мемоарско дело Стварање државе Срба, Хрвата и Словенаца које је издано 1958. године у Загребу. У истом делу оптужује краља Николу да је оставио сина у окупираној Црној Гори ако би Централне силе победиле, а сам је уживао у Француској где је био за случај да победи друга страна. Није никада осуђивао терор Аустро Угарске против свог народа, да се не замера својим финансијерима. Аустрија и Никола су ту имали заједнички интерес. Аустрија да се не уједине Србија и Црна Гора,због чега је и Санџак дуго постојао као физичка препрека уједињењу, а Никола да бар буде владар у Црној Гори ако већ не може на челу целога српства.